# Afonso Poyart
 (avril 2014).
Si vous disposez d'ouvrages ou d'articles de référence ou si vous connaissez des sites web de qualité traitant du thème abordé ici, merci de compléter l'article en donnant les références utiles à sa vérifiabilité et en les liant à la section « Notes et références ».
Afonso Poyart (né en 1979 à Santos, dans l'État de São Paulo) est un réalisateur, scénariste et producteur de cinéma brésilien.

## Filmographie
- 2005 : Eu Te Darei o Céu (court-métrage)
- 2012 : 2 Coelhos
- 2015 : Prémonitions (Solace)
- 2016 : Mais Forte que o Mundo: A História de José Aldo